# Beatkiste
Die Beatkiste war eine Musikwertungssendung in der DDR. Sie wurde von 1970 bis 1990 ausgestrahlt. 
Die Beatkiste war die erste Wertungssendung für Rock- und Popmusik im DDR-Rundfunk. Die vorgestellten Titel waren überwiegend Produktionen des Rundfunks der DDR. Weitere Titel waren deutschsprachige Produktionen aus Ländern des RGW wie den Volksrepubliken Polen und Ungarn. Ab 1971 gab es auf Radio DDR I die Tip-Parade mit ähnlicher Titelauswahl.
Erster Moderator war der Sänger Frank Schöbel, nach dem die Sendung zunächst „Franks Diskothek“ und später „Franks Beatkiste“ hieß. Ab 1972 wurde die Beatkiste im Programm des neugegründeten Senders „Stimme der DDR“ ausgestrahlt. Nachdem Frank Schöbel die Moderation der Sendung abgegeben hatte, hieß sie ab dem 15. September 1973 schließlich nur noch „Beatkiste“. Die Sendung lief jeweils donnerstags um 19:10 Uhr. Die Sendedauer betrug 50 Minuten. Die letzte Sendung wurde am 29. März 1990 ausgestrahlt. 
Seit 2013 gibt es wieder eine Sendung unter dem Titel „Franks Beatkiste“, die von Frank Gerstmann moderiert, bis August 2019 auf dem Offenen Kanal 
der Medienanstalt Mecklenburg-Vorpommern und ab September 2019 auf Radio Potsdam gesendet wird. Dabei handelt es sich aber nicht um eine Wertungssendung im Sinne der zu DDR-Zeiten ausgestrahlten Beatkiste.

## Ablauf
Jeweils zehn Titel waren platziert. Die Titel wurden von Platz 10 bis Platz 1 gespielt. Die Abstimmung erfolgte durch Wahl per Postkarte oder Brief. Zusätzlich wurden zwei neue Stücke vorgestellt, die ebenfalls gewählt werden konnten. Titel durften insgesamt acht Mal platziert sein, bevor sie aus der Wertung genommen wurden. 

## Sonstiges
- Die Ergebnisse der Beatkiste sind Bestandteil der DDR-Jahreshitparade, die nach 1990 ermittelt wurde.
- Eine 1977 erschienene Kompilation von DDR-Hits hieß ebenfalls Beatkiste.[6]
- Eine CD-Reihe, die von 1995 bis 1997 vom Plattenlabel Barbarossa veröffentlicht wurde, nennt sich ebenfalls „Beatkiste“ bzw. „Super-Beatkiste“. Die zehn CDs enthalten „Hit-Raritäten aus dem DDR-Rundfunkarchiv“.